# Schunk (entreprise)
Pour les articles homonymes, voir Schunk.

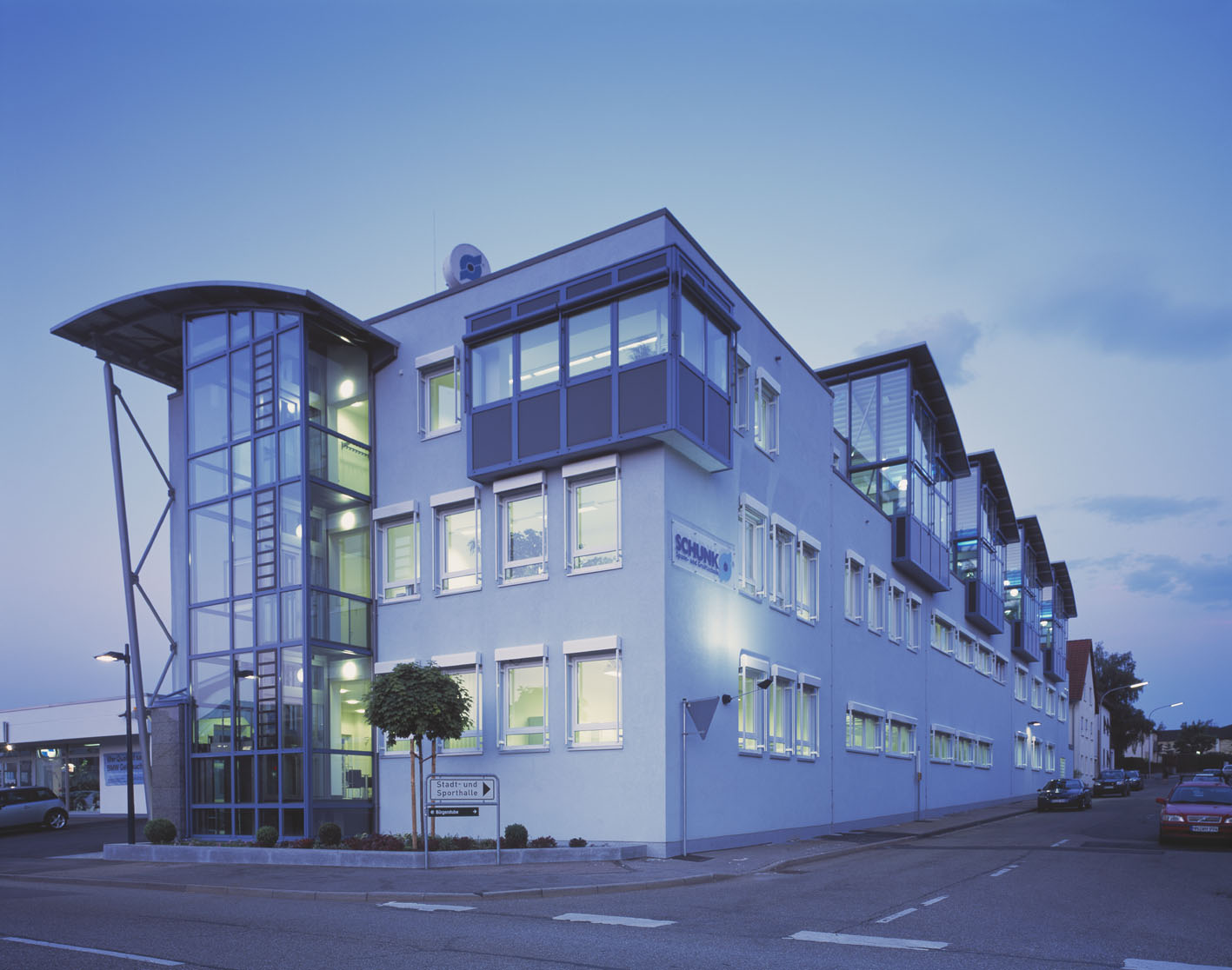
Un des bâtiments du siège de l'entreprise

Schunk GmbH est une entreprise multinationale spécialisée dans les techniques de préhension et de serrage.
Elle a été fondée en 1945 à Lauffen, dans le Bade-Wurtemberg.
Sa maison mère est en Allemagne. Implantée dans plus de dix pays, elle est numéro 1 dans sa catégorie.
Son PDG est Heinz Dieter Schunk.